# Erzbistum Lomé

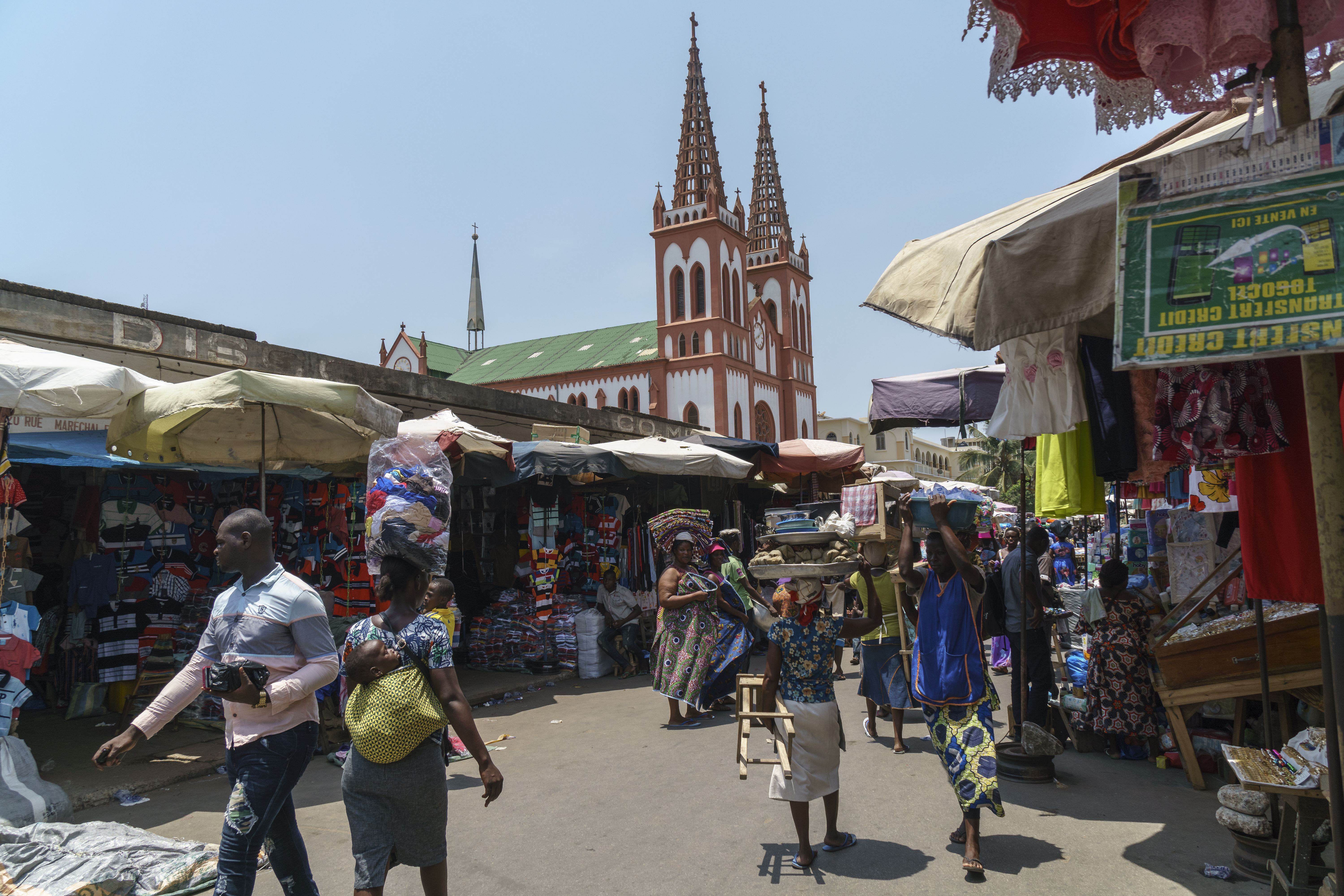
Kathedrale Sacré-Cœur in Lomé

Das Erzbistum Lomé (lateinisch Archidioecesis Lomensis) ist ein Erzbistum in Togo und Sitz des Metropoliten der Kirchenprovinz Togo in der Hauptstadt Lomé. Das Erzbistum umfasst 3.682 km² und 1,8 Millionen Einwohner, von denen ca. 29 % römisch-katholischen Glaubens sind.

## Geschichte
Das Erzbistum Lomé wurde am 12. April 1892 als Apostolische Präfektur aus der 1883 errichteten Apostolischen Präfektur Dahomey (heutiges Benin) ausgegliedert. Erster Apostolischer Präfekt wurde 1896 Hermann Bücking SVD. Am 16. März 1914 wurde die Präfektur zum Apostolischen Vikariat erhoben, erster Apostolischer Vikar war Franz Wolf. Nach der Ausgliederung der Apostolischen Präfektur Sokodé am 18. Mai 1937 wurde das Apostolische Vikariat Togo am 14. Juni 1938 in Apostolisches Vikariat Lomé umbenannt. Am 14. September 1955 erfolgte die Erhebung zum Erzbistum. Die Bistümer Atakpamé (1964) sowie Aného und Kpalimé (beide 1994) wurden aus dem Erzbistum ausgegliedert.

## Ordinarien
- Apostolische Präfekten von Togo
  - Hermann Bücking SVD (1896–1907)
  - Nikolaus Schönig SVD (1907–1914) bis 1910 Propräfekt
- Apostolische Vikare von Togo
  - Franz Wolf SVD (1914–1922)

- Apostolische Vikare von Lomé
  - Jean-Marie Cessou SMA (1923–1945)
  - Joseph-Paul Strebler SMA (1945–1955)

- Erzbischöfe von Lomé
  - Joseph-Paul Strebler SMA (1955–1961)
  - Robert-Casimir Dosseh-Anyron (1962–1992)
  - Philippe Fanoko Kossi Kpodzro (1992–2007)
  - Denis Komivi Amuzu-Dzakpah (2007–2019)
  - Nicodème Anani Barrigah-Benissan (2019–2024)
  - Sedisvakanz (seit 2024)